# Dąbie (jezioro w Szczecinie)

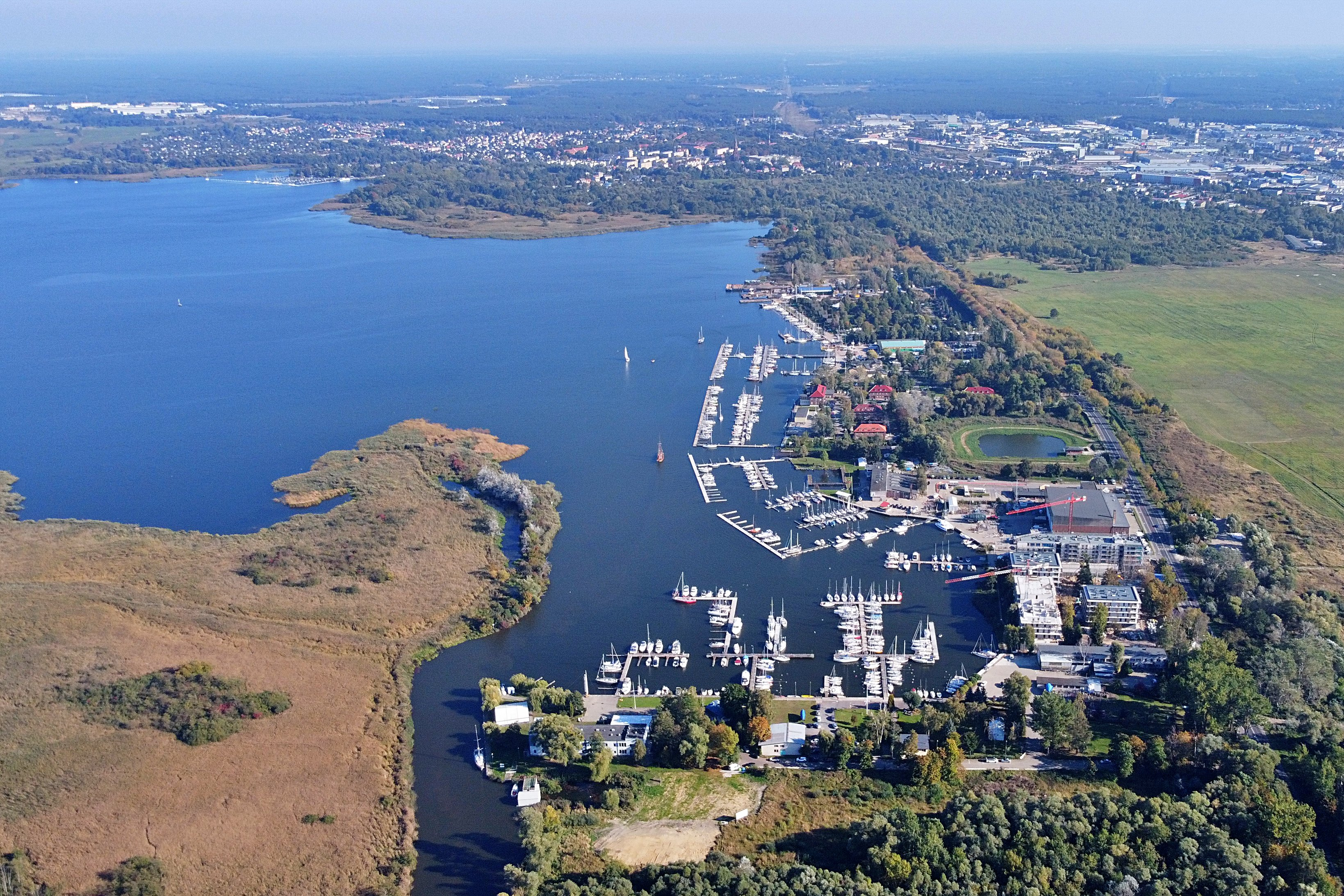
Południowy brzeg jeziora Dąbie - widoczne liczne mariny

Dąbie (do 1945 niem. Dammscher See) – jezioro deltowe w Dolinie Dolnej Odry, w województwie zachodniopomorskim, w całości w granicach Szczecina, osiedla Dąbie. Powierzchnia lustra wody obejmuje 54,08 km², co stanowi 4. miejsce w Polsce i 1. w województwie. Przez jezioro przebiega tor wodny z portu Schwedt do Zatoki Pomorskiej. Nad Dąbiem zlokalizowanych jest kilka obiektów żeglarskich.

## Hydrologia
Dąbie można wyraźnie podzielić na dwie części: północne Dąbie Wielkie i południowe Dąbie Małe. Jezioro ma dobrze rozwiniętą linię brzegową. Niecka jeziora jest pochodzenia polodowcowego.
Średnia głębokość jeziora wynosi 2,61 m. Maksymalna długość jeziora wynosi 15 km, a maksymalna szerokość – 7,5 km.
Według danych z 1996 roku objętość wody w zbiorniku wynosiła 129,5 mln m³.
Dzięki kanałom łączącym główny nurt Odry z jeziorem powstało kilkanaście wysp o łącznej powierzchni 1389 ha, główne z nich to: Dębina (516 ha), Czarnołęka (270 ha) oraz Mewia Wyspa, Radolin, Ostrów Grabowski i inne.

## Zlewnia
Dąbie znajduje się w Dolinie Dolnej Odry. Od południa zasilane jest przez Regalicę, odchodzącą od Odry Wschodniej. Od strony południowo-zachodniej do jeziora wpada Duńczyca (Zachodnia i Wschodnia), a od zachodu – Święta, obie łączące jezioro z Odrą Zachodnią. Do południowej zatoki Małe Dąbie uchodzi rzeka Płonia oraz struga Chełszcząca. Od wschodniej strony spływają z polderów Kanał Komarowski oraz Kanał Łąka.
W północnej części Dąbie jest połączone przesmykami Iński Nurt, Czapina i Babina z Odrą, z którą następuje wymiana wód.

## Zagospodarowanie
Jezioro obejmuje 18% powierzchni Szczecina.
Dąbie znajduje się w wykazie śródlądowych dróg wodnych i ma klasę żeglowną Vb.  W związku z tym Dyrektor Regionalnego Zarządu Gospodarki Wodnej w Szczecinie, który jest administratorem wód nie utworzył obwodu rybackiego na jeziorze.
Przez Dąbie przebiega tor wodny o długości 14,5 km, szerokości 150 m i głębokości 10 m, który łączy port Schwedt/Oder z Zatoką Pomorską. Dąbie jest jedynym jeziorem w Polsce dostępnym dla statków pełnomorskich.
Nad jeziorem położone jest szczecińskie osiedle Dąbie oraz 2 miejscowości powiatu goleniowskiego: wieś Lubczyna i osada Bystra.
Nad brzegiem Dąbia znajduje się 6 marin żeglarskich, 2 przystanie żeglarskie stowarzyszeń oraz 2 przystanie turystyczne:
- marina "Camping Marina" PTTK – obiekt stowarzyszenia z kempingiem ,
- marina Euro Jachtklubu "Pogoń" – obiekt stowarzyszenia,
- przystań jachtowa "Marina Hotele" – obiekt prywatny,
- marina Jacht Klubu AZS – obiekt stowarzyszenia,
- marina Jacht Klubu "Harcerski Ośrodek Morski" – obiekt stowarzyszenia,
- marina Marina Club - obiekt prywatny,
- przystań żeglarska Jacht Klubu Morskiego LOK – obiekt stowarzyszenia,
- przystań żeglarska Klubu Ligi Morskiej „Prawobrzeże” w Szczecinie,
- przystań turystyczna Centrum Żeglarskiego (daw. Ośrodek Morski Pałacu Młodzieży) – obiekt samorządu,
- przystań turystyczna Goleniowskiego Młodzieżowego Domu Sportu w Lubczynie – obiekt samorządu.

## Przyroda
Dąbie w całości znajduje się w obszarze specjalnej ochrony ptaków "Dolina Dolnej Odry".

## Historia
Dąbie stanowi dawną zatokę Zalewu Szczecińskiego, która została odcięta deltą Iny.
15 października 1939 roku jezioro zostało w całości włączone do Wielkiego Miasta Szczecina.

## Hydronimia
Pierwsze wzmianki historyczne pochodzą z 1226 r. jako stagnum Damb czyli jezioro Dąb. Za czasów niemieckich jezioro nosiło nazwę Dammscher See. Po II wojnie światowej przez pewien czas używano nazw Jezioro Dąbskie oraz Dąb. Nazwę Dąbie wprowadzono urzędowo w 1949 roku.

## Galeria

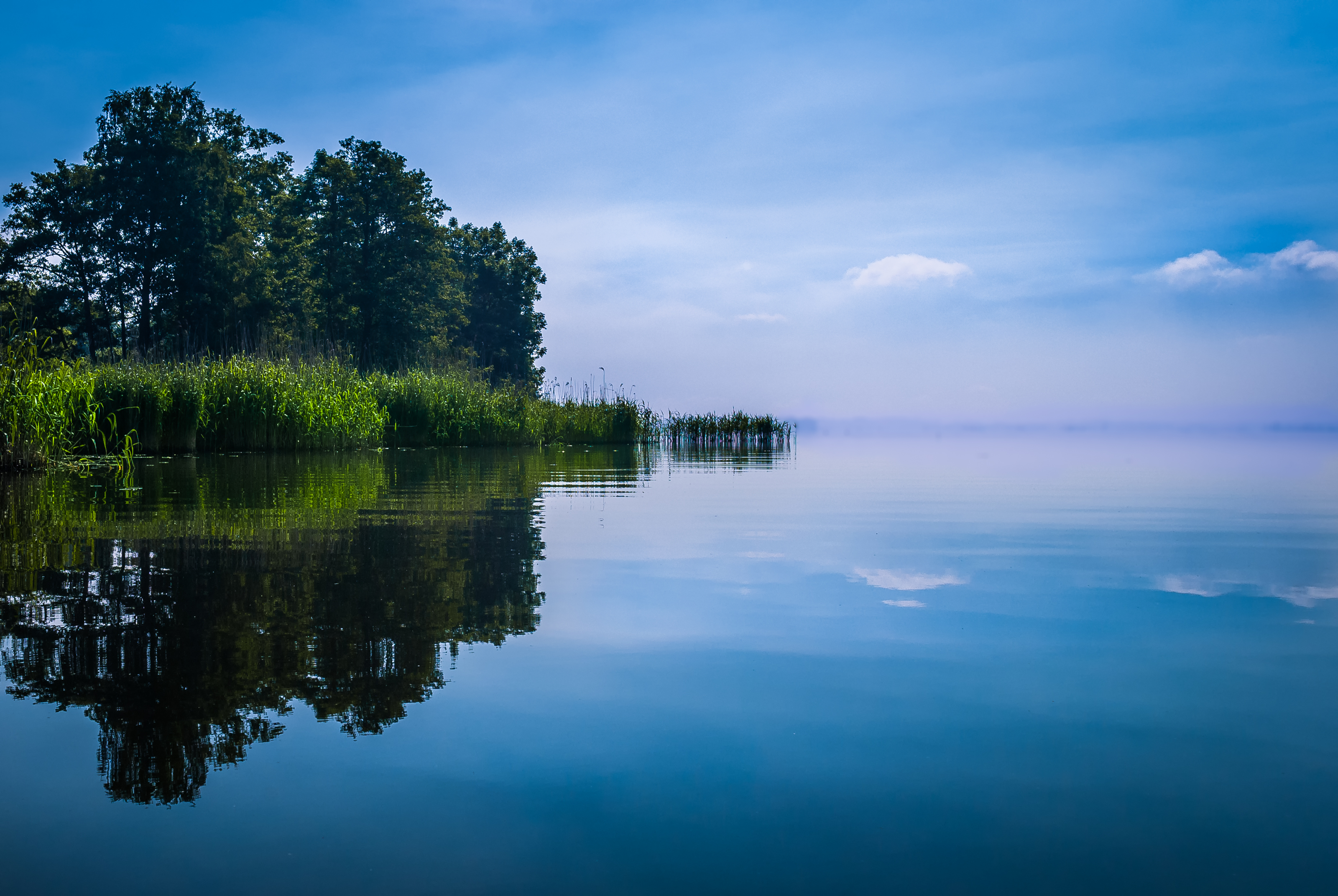
Jezioro Dąbie
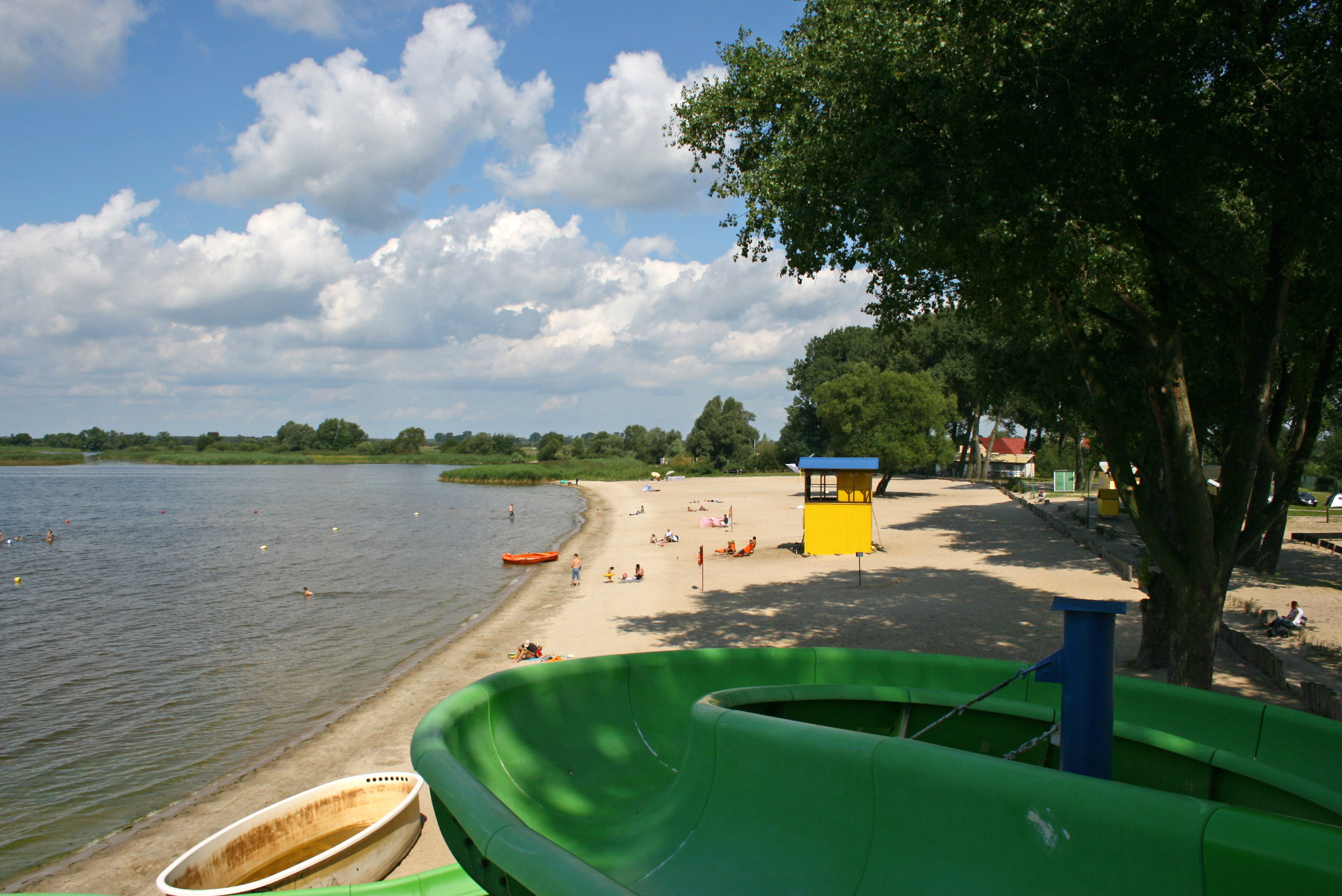
Kąpielisko w Lubczynie
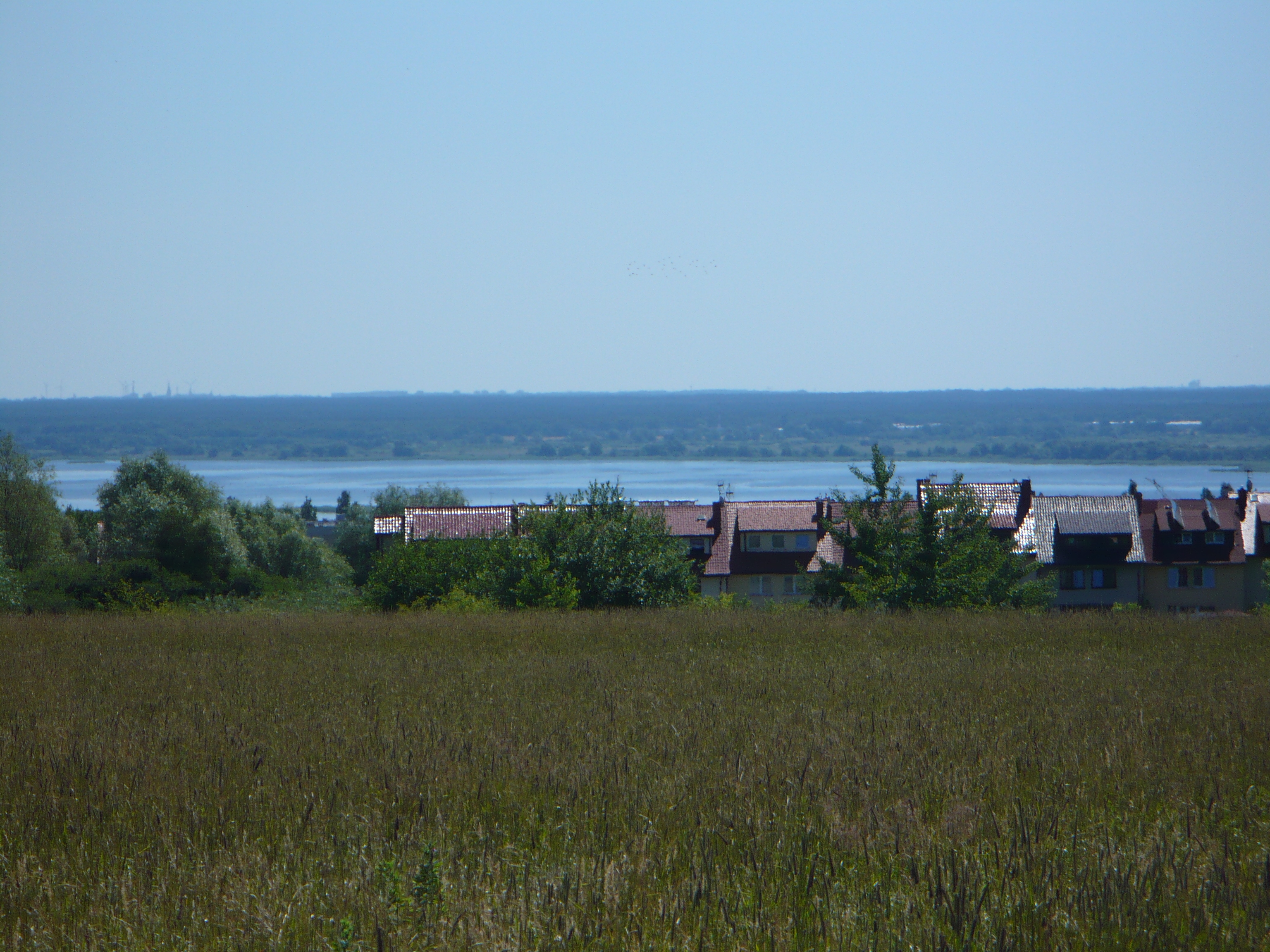
Zbliżenie ze Wzgórz Warszewskich. W tle Puszcza Goleniowska i Stargard
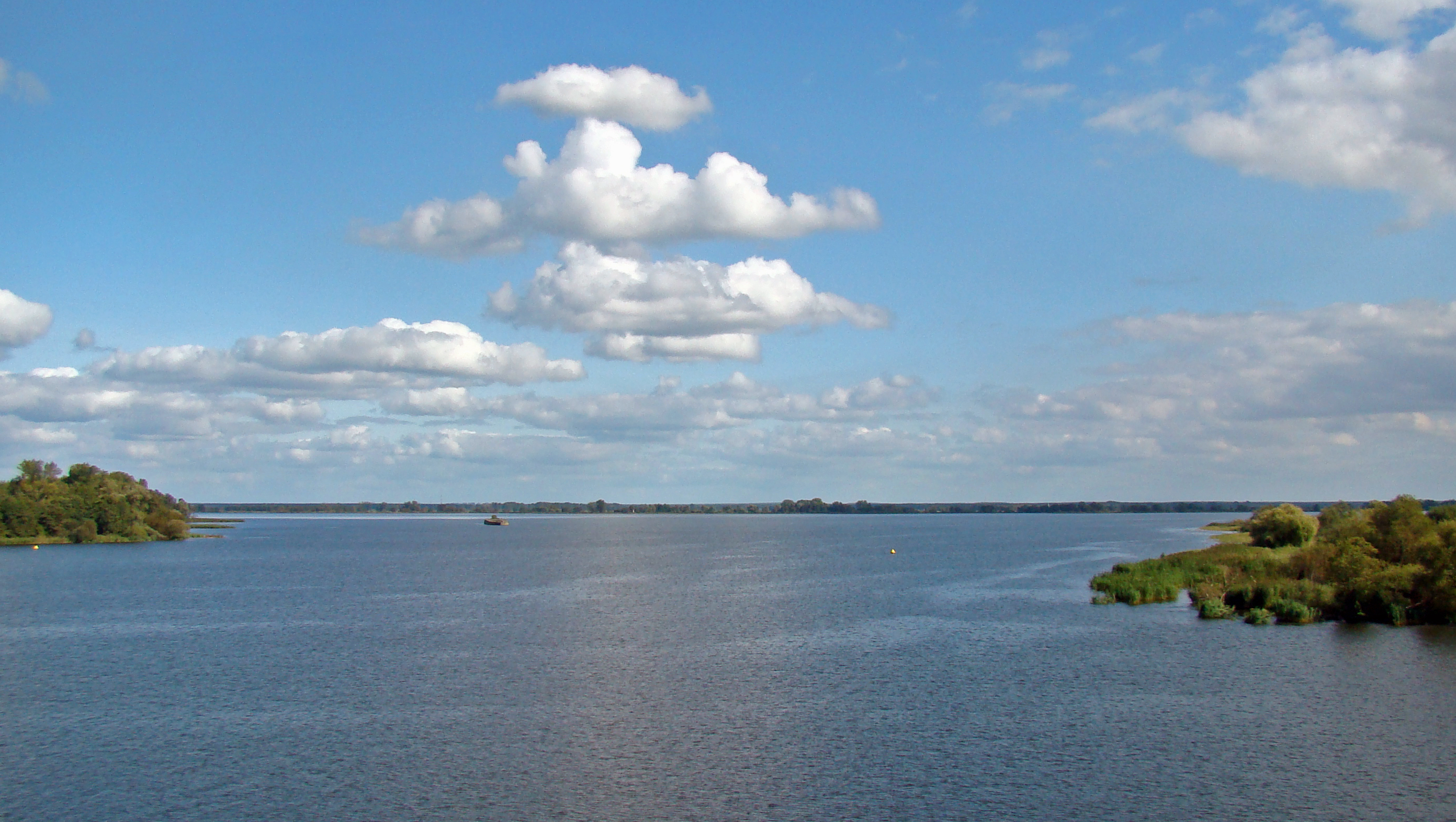
Kanał Iński Nurt i północna część jeziora Dąbie